# Неофройдизм
Неофройдизм (грец. Νέος — новий фройдизм) — напрям у сучасній філософії (соціології, психології, психоаналізі), що розвинувся в 20–30х роках XX століття з фройдизму.

## Короткий опис
Заснований послідовниками Зиґмунда Фройда, які прийняли основи його теорії, але ключові поняття психоаналізу Фройда переробили. Психоаналіз Фройда (фройдизм) полягав у систематизованому поясненні несвідомих зв'язків через асоціативний процес. Фройд запропонував нову структуру психіки людини, розділивши її на: Еґо («Я»), Супереґо («зверху») та Ід («воно»). Усі психічні стани, всі дії людини, а потім і всі історичні події, і суспільні явища Фройд піддає психоаналізу, тобто тлумачить як прояв несвідомих і, перш за все, сексуальних потягів. Також Фройд увів таке поняття, як лібідо (несвідоме прагнення до насолоди) і сублімація (витіснення і перетворення сексуальних потягів у інші види діяльности). Він говорив про конфлікт несвідомого лібідо за «принципом реальности», до якого пристосовується свідомість. Тобто Фройд приділяв велику увагу сексуальній природі людини.
Послідовники Фройда (представники неофройдизму) вважають, що провідну роль у становленні людини грають суспільно-культурні впливи. Тобто вони зосереджують свою увагу на соціальних та культурних процесах. На їхню думку, саме ці процеси роблять істотний вплив на виникнення внутрішньоособистісних конфліктів індивіда. В основі всіх теоретичних побудов цього напрямку лежать поняття несвідомого та принципової конфліктности взаємин особистости і суспільства. Основними представниками неофройдизму є Гаррі Стек Салліван, Карен Горні та Еріх Фромм. Лідерами неофройдизму є Г. Маркузе, К. Юнґ, В. Райх, А. Адлер. До неофройдистів нерідко також відносять А. Кардинер, Ф. Александера і деяких інших представників психоаналізу. Наприклад, К. Горні після еміґрації до США в 1932 р. виявила, що підґрунтя невротичних конфліктів у пацієнтів у Новому світі істотно відрізнялася від такої у пацієнтів в Німеччині та Австрії. Осмислення цих фактів призвело Горні до відмови від фройдистської теорії інстинктів і до визнання соціо-культурної зумовлености психопатології. Таким чином, неофройдисти залишилися прихильними до ідеї несвідомої емоційної мотивації людської діяльности, але висувають докази про те, що психопатологія відносна і специфічна для кожної культури.
Ідеї Фройда отримали широкий розвиток в працях його послідовників. Так, один з його найближчих учнів Альфред Адлер (1870—1937) переніс акцент з сексуально-несвідомого на несвідоме прагнення до влади як основне спонукання людей, що виявляється в їхній поведінці в рамках сім'ї, міжособистісних взаємин соціальних груп. Інший його учень і близький сподвижник Карл Ґустав Юнґ (1875—1961) розвивав вчення про колективне несвідоме, що визначає поведінку соціальних груп. Представники психокультурного фройдизму Карен Горні (1885—1952), Еріх Фромм (1900—1980) та інші, визнаючи певну роль підсвідомого, в тому числі сексуальних інстинктів, в поведінці людей, обґрунтовують роль у цьому соціальних факторів, в тому числі соціальних зв'язків та взаємин між людьми, матеріальної і духовної культури. На їхню думку, соціокультурні умови життя людей в чималому ступені обумовлюють мотиви і зміст їхньої діяльности та поведінки.
Таким чином, можна сказати, що представники неофройдизму відхилилися у бік більшого визнання ролі свідомості та впливу соціального фактору на розвиток особистості, на відміну від Фройда, який визнавав тільки сексуальну енергію. Потрібно сказати, що розробка проблеми несвідомого внесла істотний внесок у дослідження структури індивідуальної і суспільної свідомості, розмежувавши область людської психіки на сферу свідомого і несвідомого. Неофройдисти вводять таке поняття, як надкомпенсація. Під нею вони розуміють особливу соціальну форму реакції на почуття неповноцінності. На її основі виростають великі особистості, «великі люди», що відрізняються винятковими здібностями. Так, чудова кар'єра Наполеона Бонапарта, на основі цієї теорії пояснюється спробою людини завдяки своїм успіхам, компенсувати фізичний недолік — низький зріст.
Тобто можна сказати, що представники фройдизму ставили перед собою завдання прояснити індивідуальні вчинки людини. А їхні послідовники, неофройдисти, вже на основі базових ідей цієї філософії прагнули пояснити соціальний устрій життя людей.